# Associazione Calcio Sangiovannese 2008-2009
Questa pagina raccoglie le informazioni riguardanti l'Associazione Calcio Sangiovannese nelle competizioni ufficiali della stagione 2008-2009.

## Rosa
| N. |                   | Ruolo | Calciatore          |
| -- | ----------------- | ----- | ------------------- |
|    | Italia (bandiera) | C     | Angelo Affaticato   |
|    | Italia (bandiera) | A     | Eddy Baggio (II)    |
|    | Italia (bandiera) | P     | Alessio Battini     |
|    | Italia (bandiera) | D     | Davide Bertolucci   |
|    | Italia (bandiera) | D     | Gionata Bruni       |
|    | Italia (bandiera) | A     | Alessio Campagnacci |
|    | Italia (bandiera) | C     | Diego Colurcio      |
|    | Italia (bandiera) | C     | Giacomo Cotellessa  |
|    | Italia (bandiera) | A     | Marco Dalla Costa   |
|    | Italia (bandiera) | P     | Emiliano Dei        |
|    | Italia (bandiera) | C     | Matteo Deinite      |
|    | Italia (bandiera) | D     | Francesco Di Bari   |
|    | Italia (bandiera) | D     | Emilio Dierna       |

| N. |                   | Ruolo | Calciatore               |
| -- | ----------------- | ----- | ------------------------ |
|    | Italia (bandiera) | A     | Firmino Elia             |
|    | Italia (bandiera) | C     | Alessandro Evangelisti   |
|    | Italia (bandiera) | D     | Corrado Ferracuti        |
|    | Italia (bandiera) | C     | Njiki Stepjoe            |
|    | Italia (bandiera) | A     | Andrea Raimondi          |
|    | Italia (bandiera) | C     | Federico Righini Mennini |
|    | Italia (bandiera) | C     | Fabio Sacenti            |
|    | Italia (bandiera) | D     | Davide Salvatori         |
|    | Italia (bandiera) | A     | Gennaro Sorrentino       |
|    | Italia (bandiera) | D     | Marco Travaglini         |
|    | Italia (bandiera) | C     | Michele Valentini        |
|    | Italia (bandiera) | D     | Alessio Vannini          |
|    | Italia (bandiera) | D     | Pietro Varriale          |